# (2281) Biela
(2281) Biela (1968 DL; 1949 KA1; 1969 QS; 1976 JJ2) ist ein Asteroid des inneren Hauptgürtels, der am 26. Oktober 1971 vom tschechischen Astronomen Luboš Kohoutek an der Hamburger Sternwarte in Hamburg-Bergedorf (IAU-Code 029) entdeckt wurde.

## Benennung
(2281) Biela wurde nach dem deutsch-österreichischen Astronomen und Offizier Wilhelm von Biela (1782–1850) benannt, der 1826 den Kometen 3D/Biela entdeckte. 1846 war der Komet zerbrochen und löste sich daraufhin vollständig auf. Luboš Kohoutek versuchte 1971 vergeblich, den Kometen wiederzuentdecken.